# Paragona
Paragona é um gênero de traça pertencente à família Arctiidae.